# Майер, Стефани
Сте́фани Мо́рган Ма́йер (англ. Stephenie Morgan Meyer; 24 декабря 1973, Хартфорд, США) — американская писательница, получившая известность благодаря серии романов «Сумерки». Во всём мире количество проданных книг серии «Сумерки» — 160 миллионов экземпляров, переведённых на 37 языков, включая русский.

## Биография
Стефани Майер родилась 24 декабря 1973 года в Хартфорде (штат Коннектикут). Детство провела в Финиксе (штат Аризона) вместе с двумя сёстрами и тремя братьями. Будущего мужа Кристиана Майера встретила ещё в подростковом возрасте и вышла замуж за него в 1994 году.
В 1995 году Майер окончила Университет Бригама Янга в штате Юта, получив степень бакалавра по специальности английский язык. В годы учёбы много и с увлечением читала.
По словам самой писательницы, 2 июня 2003 года она увидела во сне, как ослепительно красивый юноша-вампир признаётся на лугу обыкновенной девушке, как он желает быть с ней и насколько ему трудно удержаться, чтобы не убить её. Наутро 29-летняя домохозяйка, прихожанка Церкви Иисуса Христа святых последних дней (мормоны) и мать троих детей, заинтригованная вопросом, чем эта история закончится, начала записывать свои идеи, а через три месяца завершила 500-страничный роман. Она предложила своё сочинение литературным агентам, чьи имена нашла в Интернете. После нескольких неудачных попыток пристроить роман, наконец подписала с издательством «Литтл, Браун и Кок» контракт на три книги, согласно которому ей полагался гонорар в 750 тысяч долларов.
Роман, предназначенный в первую очередь для подростковой аудитории, вышел в США осенью 2005 года и имел оглушительный успех (пятое место в национальном списке бестселлеров). Каждый следующий год Стефани Майер выпускала по одному сиквелу — «Новолуние» (2006), «Затмение» (2007), «Рассвет» (2008). Из книги в книгу рассказчицей неизменно оставалась юная Белла Свон, однако в четвёртом томе Майер предоставила голос и её другу, Джейку Блэку. Кроме того, писательница решила описать некоторые события и с точки зрения возлюбленного Беллы — вампира Эдварда Каллена. Роман «Солнце полуночи», запланированный к выходу в 2009 году, уже был наполовину написан, когда в августе 2008 года черновик первой части просочился в интернет. В результате Майер отложила окончание книги на неопределённый срок.
В мае 2008 года Стефани Майер выпустила первый роман для взрослой аудитории — «Гостья», по сюжету которого Землю завоевали «паразиты сознания» — раса «душ», не имеющих собственного тела (носителя).
Писательница была с самого начала вовлечена в производство фильмов по её книгам, а в 2011 году выступила в роли продюсера фильмов по книге «Рассвет» — первой и второй частей, а также фильма «Остинлэнд», снятого по роману Шэннон Хэйл и вышедшего на экраны в 2013 году.
В начале 2018 года в России также поступил в продажу роман Химик, о девушке работавшей на секретную правительственную службу.
4 августа 2020 года выпустила книгу от лица Эдварда «Солнце полуночи», в России перевод впервые опубликован в июле 2021 года тиражом 17000 экземпляров.

## Критика
Произведения писательницы пользуются огромным спросом среди подростков во всём мире, её книги скупаются миллионными тиражами. Однако многие авторы критикуют романы Майер, мотивируя это её низкими писательскими способностями и зачастую отсутствием какого-либо смысла в тексте. Одним из наиболее авторитетных критиков является американский писатель Стивен Кинг, который, сравнивая творчество Майер с творчеством англичанки Джоан Роулинг, сказал:

Обе — и Роулинг, и Майер — обращаются напрямую к молодёжи. Настоящая разница между ними заключается в том, что Роулинг отличная писательница, а Стефани Майер не в состоянии написать ничего мало-мальски стоящего. Она не слишком хороша в этом.
Оригинальный текст (англ.)Both Rowling and Meyer, they’re speaking directly to young people… The real difference is that Jo Rowling is a terrific writer and Stephenie Meyer can’t write worth a darn. She’s not very good.
— Стивен Кинг